# Graufthal

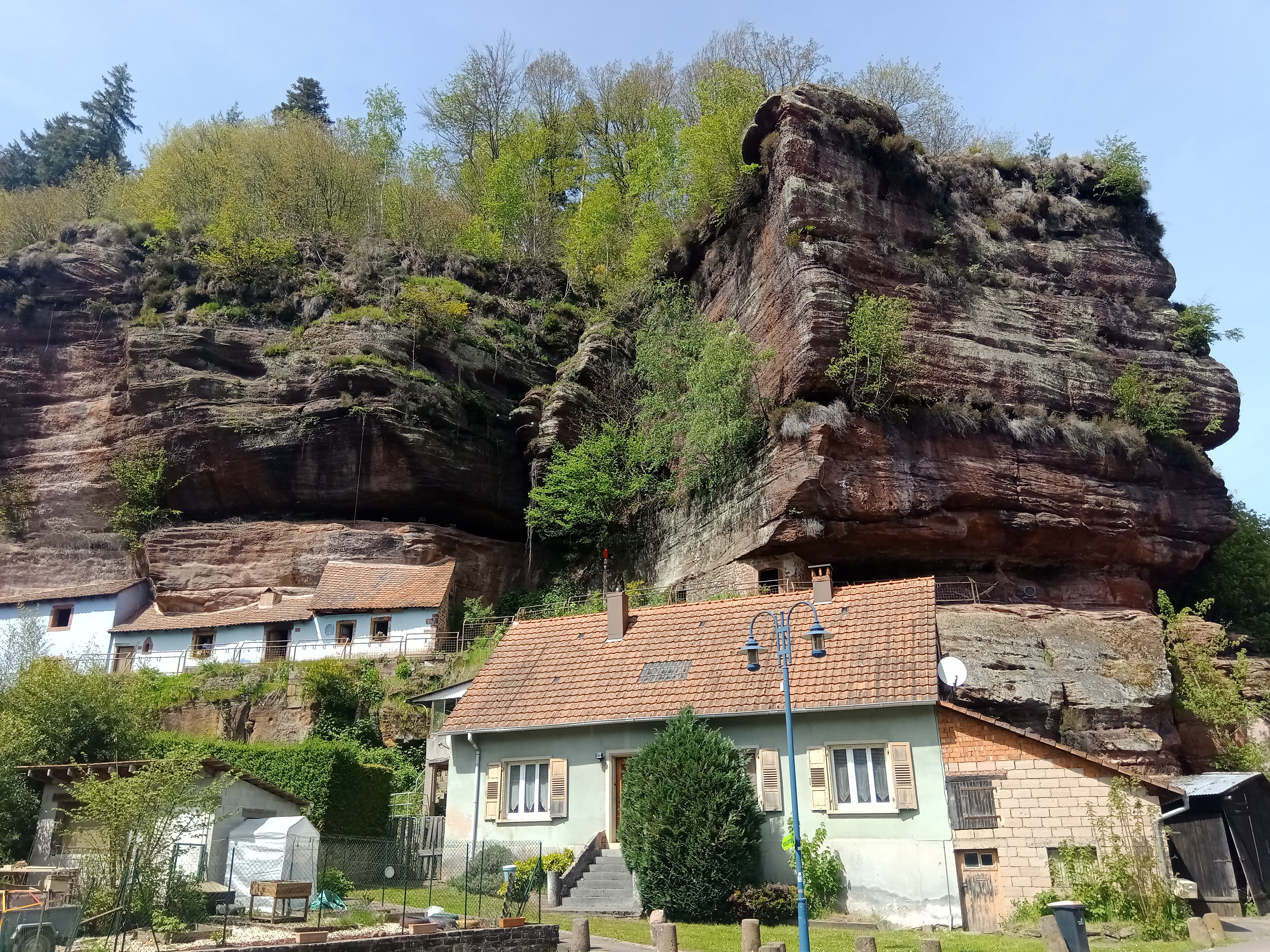
Maisons semi-troglodytiques de Graufthal.

Graufthal (Graufdàl en alsacien et en francique lorrain), autrefois Krauffthal (Cassini), est un écart de la commune d'Eschbourg situé dans le département du Bas-Rhin, en région Grand Est.  
Cet écart fait partie de la région naturelle connue sous le nom d'Alsace Bossue, à la lisière Sud du Parc naturel régional des Vosges du Nord.

## Géographie
À une altitude de 202 m, entouré de forêts et dominé par de hautes falaises de grès, le hameau se trouve dans la vallée de la Zinsel du Sud, un affluent de la Zorn. Proche de La Petite-Pierre (339 m), il est traversé par le sentier de grande randonnée GR 53, qui relie Wissembourg à Schirmeck.

## Histoire
La fondation de l'abbaye de Graufthal, enveloppée d'obscurité, est attribuée à saint Sigebaud, évêque de Metz.
En 1405, les seigneurs Bernard et Jean de Lutzelbourg reçoivent les villages d'Eschbourg et de Graufthal en fief de l'évêché de Metz.
La guerre des paysans vient porter un coup fatal à l'abbaye de Graufthal en 1525. Elle est alors délaissée par les bénédictins de Lixheim.
L'abbaye passe à une date indéterminée dans le domaine des comtes de la Petite-Pierre. Les deux abbayes de Graufthal et Lixheim étant sur le point d'être revendiquées par le pape, une transaction régulière les fait passer dans la Maison palatine. Le sol de celle de Graufthal, comme dépendance de la seigneurie de la Petite-Pierre, reste au comte de Veldenz alors que Lixheim est acquise entièrement par l'électeur palatin.
En 1620, Frédéric V, roi de Bohême et comte palatin du Rhin, est défait à la bataille de la Montagne-Blanche. Il est alors mis au ban de l'Empire et contraint de vendre ses possessions en Lorraine à savoir Lixheim, Graufthal, Hérange et Montbronn, au duc Henri II de Lorraine; l'acte de vente porte les dates du 10 octobre et du 18 novembre 1623.
Graufthal est finalement séparé de Lixheim et intégré au diocèse de Strasbourg par la paix de Ryswick (1697).
En 1789, Graufthal fait alors partie du comté de la Petite-Pierre et de sa prévôté de Behrlingen, mais tout y rappelle encore la Lorraine : les mœurs, les coutumes, l'idiome et l'habillement des habitants.
Graufthal/Krauffthal devient ensuite une commune éphémère de France avant d'être rattachée avant 1794 à Eschbourg.
La localité était desservie par une ligne de chemin de fer à voie métrique – surnommée « Eselbahn » –, construite en 1883 principalement pour acheminer le grès en provenance des carrières de Vilsberg, et qui reliait Lutzelbourg à Drulingen via Phalsbourg. Cette ligne fut fermée définitivement le 1er septembre 1953.

## Maisons des Rochers
Des grottes naturelles creusées dans la falaise ont d'abord été utilisées comme entrepôts, puis aménagées en habitations semi-troglodytiques au XVIIIe siècle. Habitées jusqu'en 1958, ces « Maisons des Rochers » peuvent aujourd'hui être visitées pendant la saison touristique.

habitations semi-troglodytiques
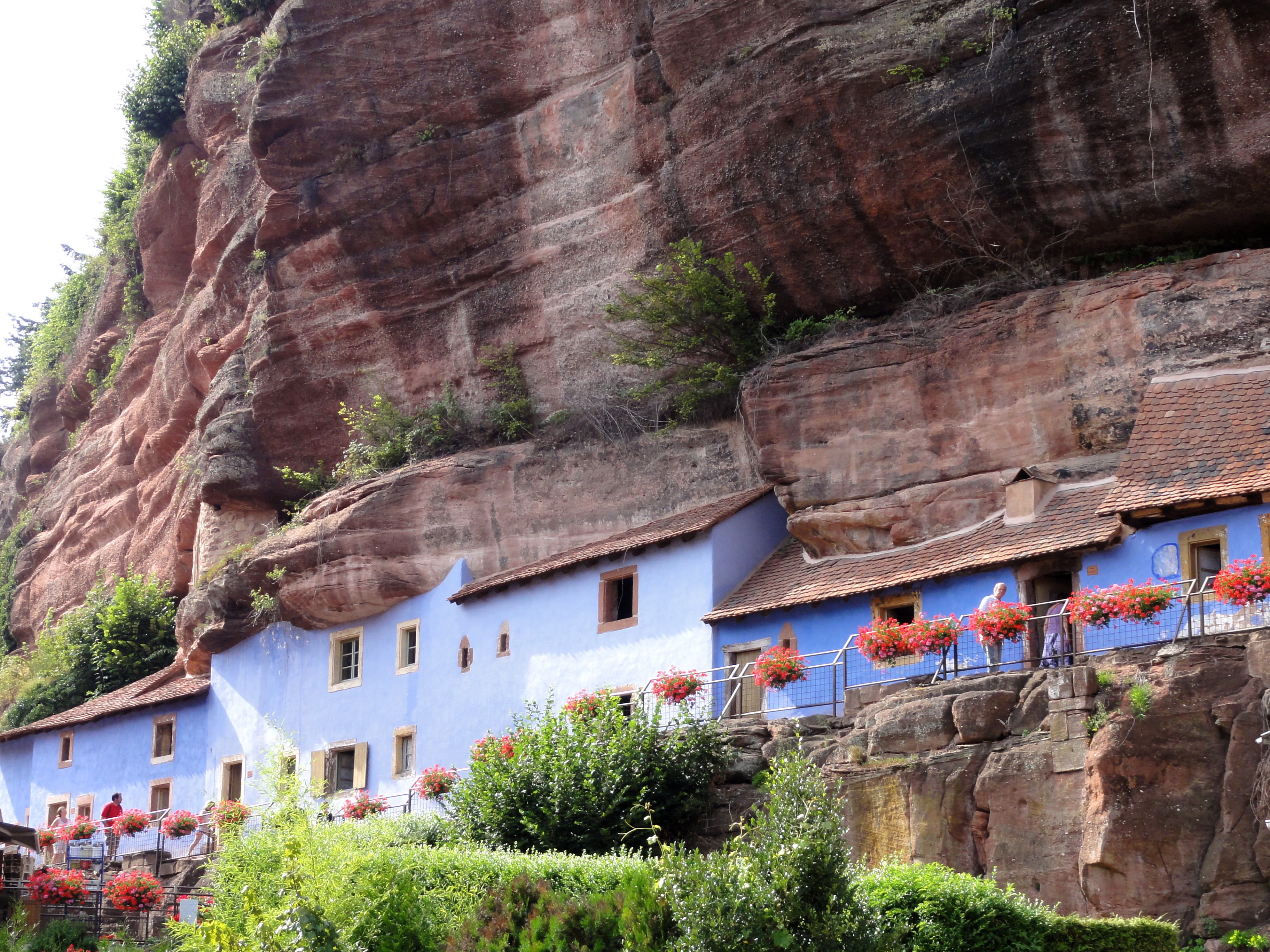
Maisons troglodytiques de Graufthal.
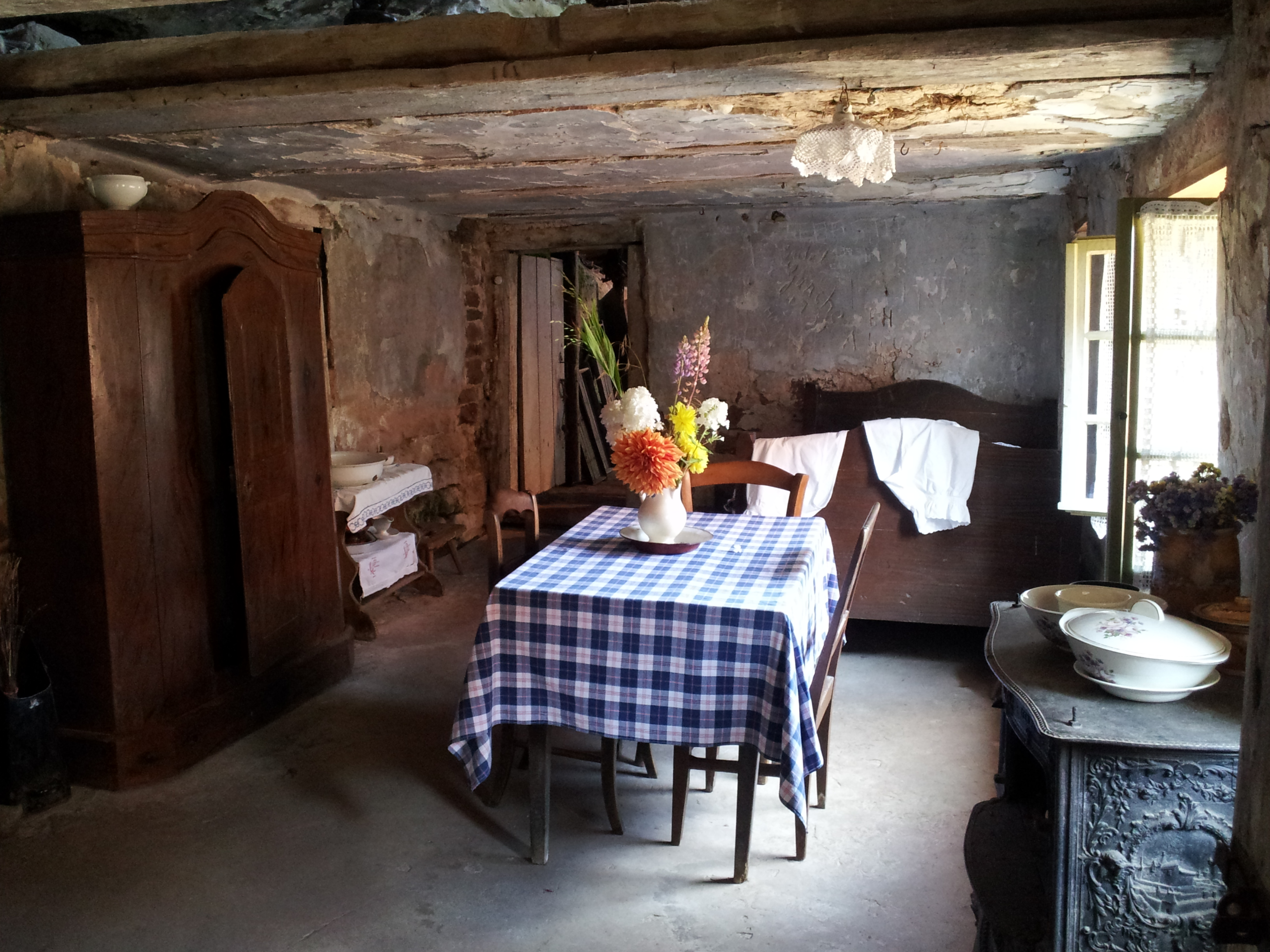
Salle à manger.
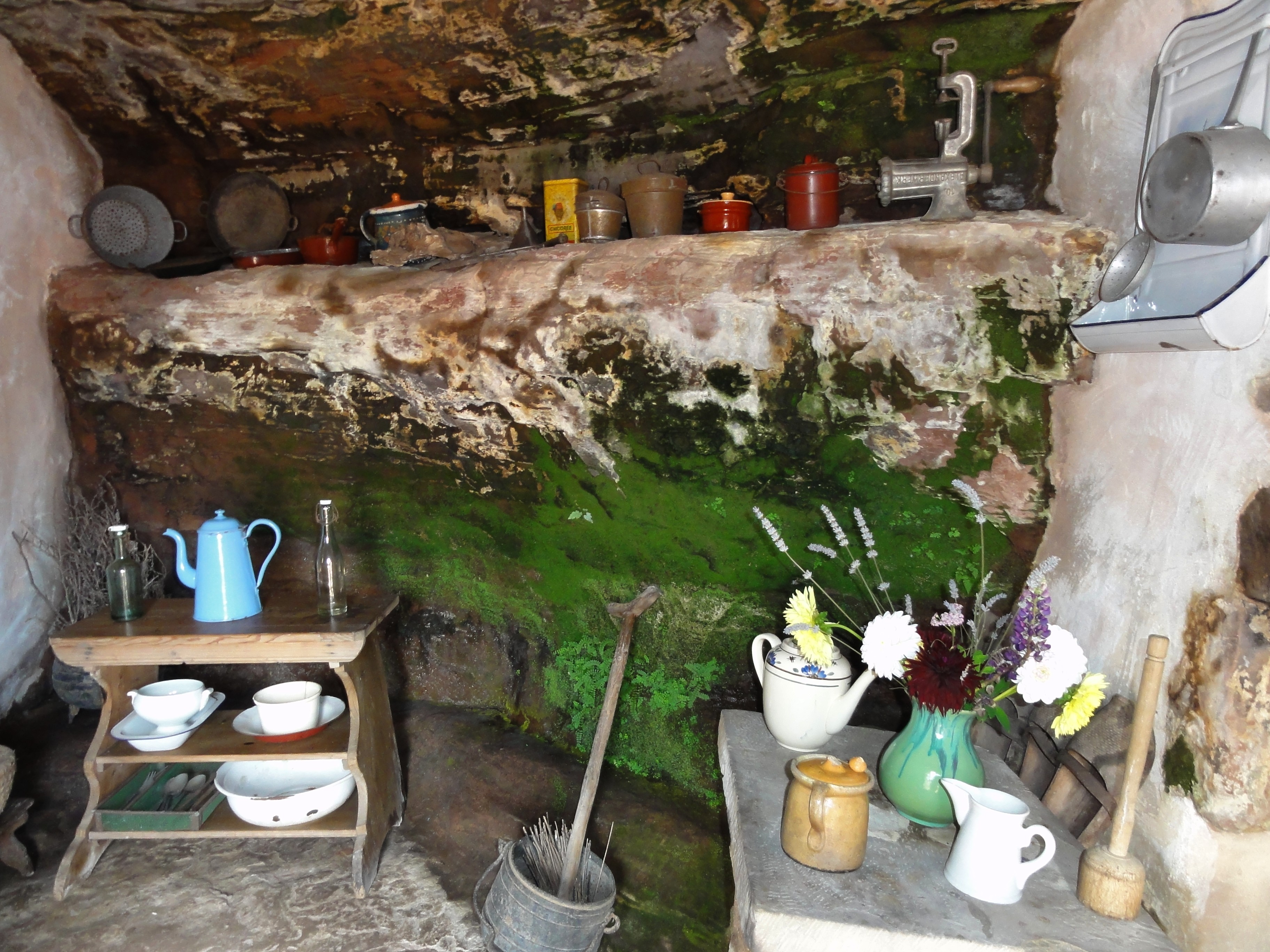
Cuisine.
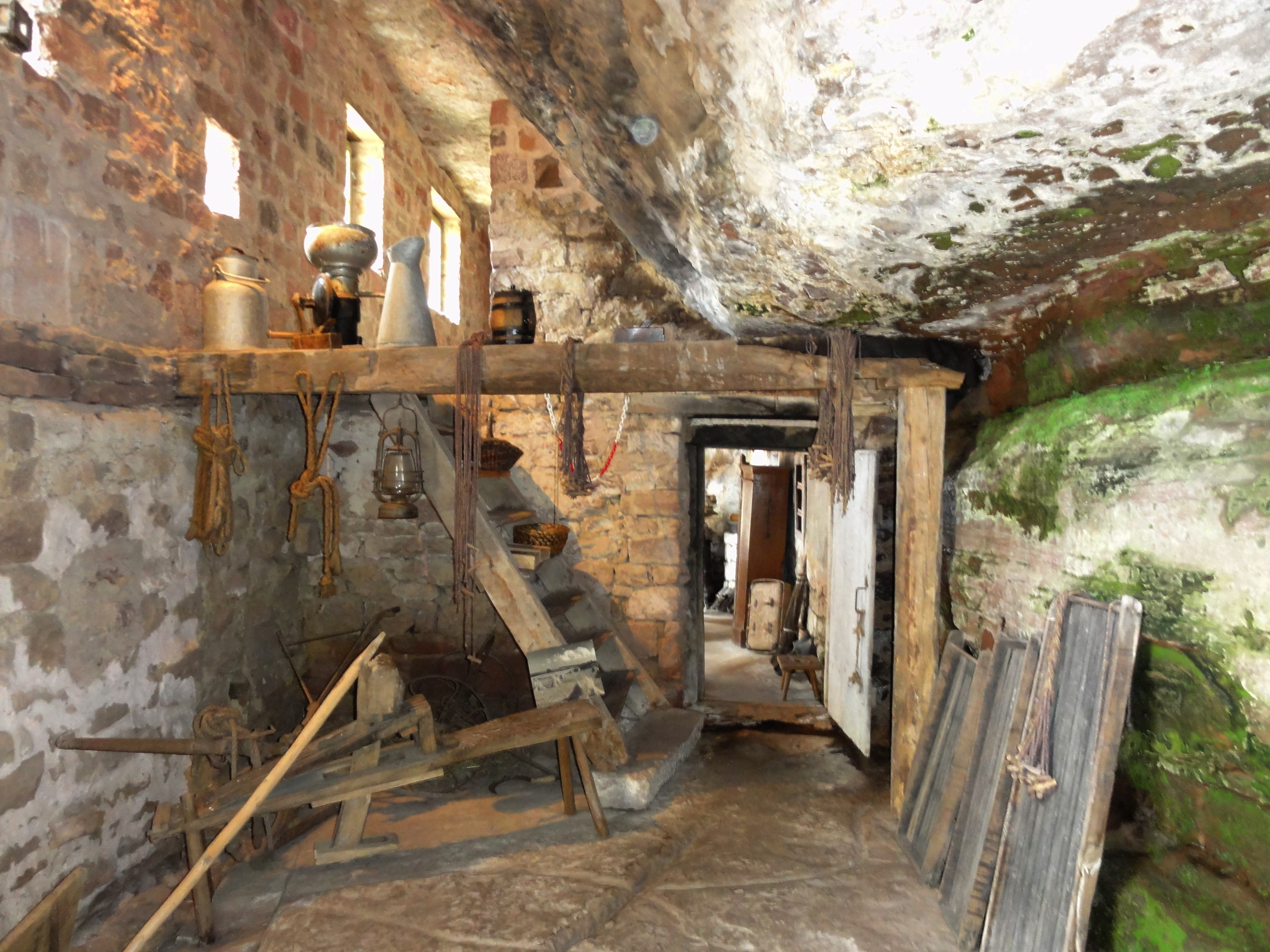
Local agricole.

## Églises

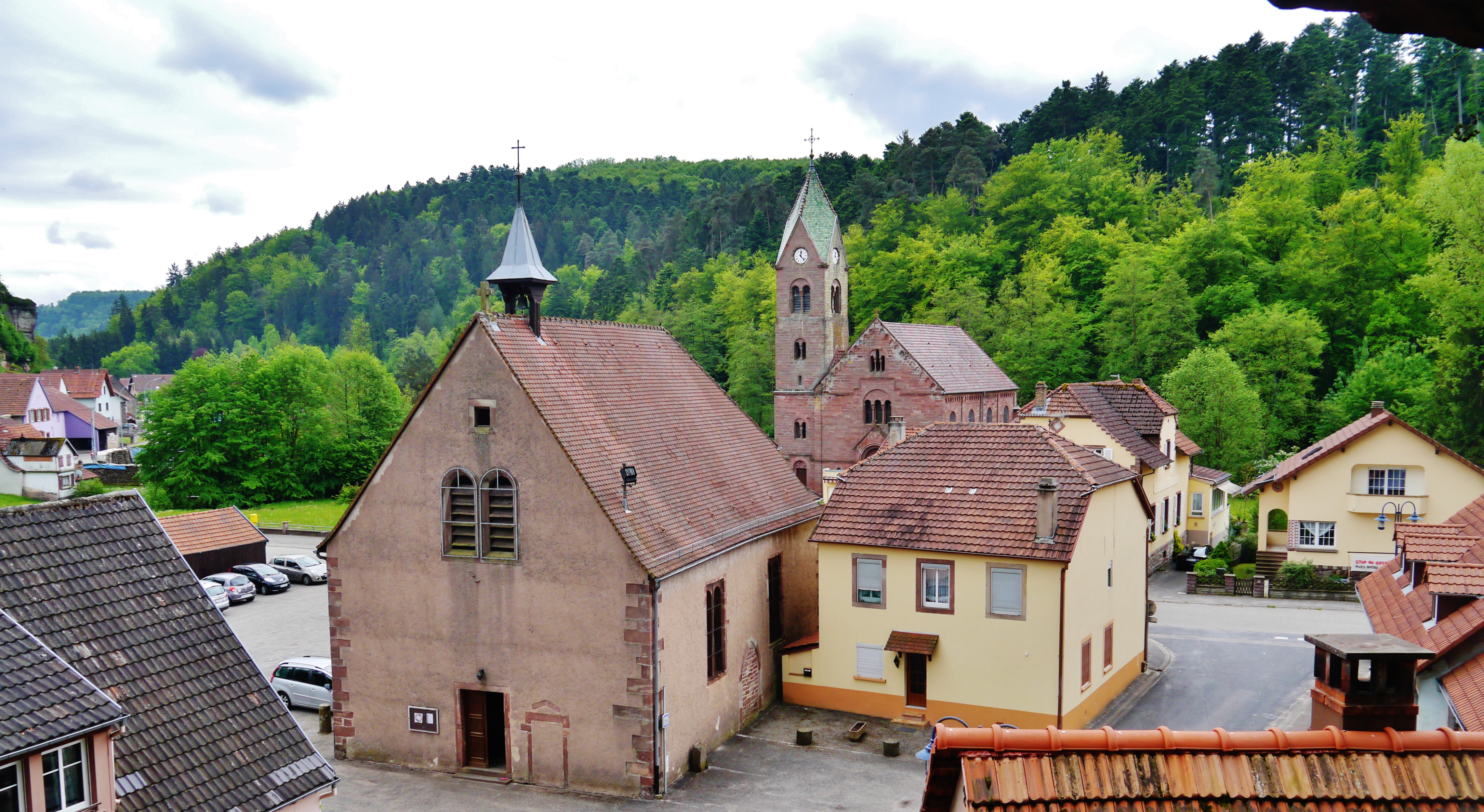
L'église luthérienne et l'église catholique de l'Annonciation.

L'ancienne église mixte est devenue église protestante en 1904. Il n'y avait pas d'orgue à l'époque, et le premier instrument de Graufthal a été construit dans la nouvelle église catholique. Ce positif de trois jeux a été posé ici en 1981 par Gaston Kern. Il s'agit d'un Positif-armoire. Des portes découvrent la partie supérieure et permettent de dégager la tuyauterie.